# Яхтелья
Яхтелья — река в Свердловской области России. Устье реки находится в 23 км по левому берегу реки Вижай. Длина реки составляет 15 км.

## Данные водного реестра
По данным государственного водного реестра России относится к Иртышскому бассейновому округу, водохозяйственный участок реки — Тавда от истока и до устья, без реки Сосьва от истока до водомерного поста у деревни Морозково, речной подбассейн реки — Тобол. Речной бассейн реки — Иртыш.
Код водного объекта в государственном водном реестре — 14010502512111200008918.